# Mackay Glacier
Mackay Glacier är en glaciär i Antarktis. Den ligger i Östantarktis. Nya Zeeland gör anspråk på området. Mackay Glacier ligger 309 meter över havet.
Terrängen runt Mackay Glacier är varierad. Trakten är obefolkad. Det finns inga samhällen i närheten. 